# Karl Bulla
Carl Oswald Bulla (rus: Карл Карлович Булла; Leobschütz, Prússia, 26 de febrer de 1855 o 1853 - illa d'Ösel, Estònia, 28 de novembre de 1929) va ser un fotògraf alemany-rus, sovint conegut com el pare del reportatge fotogràfic rus.

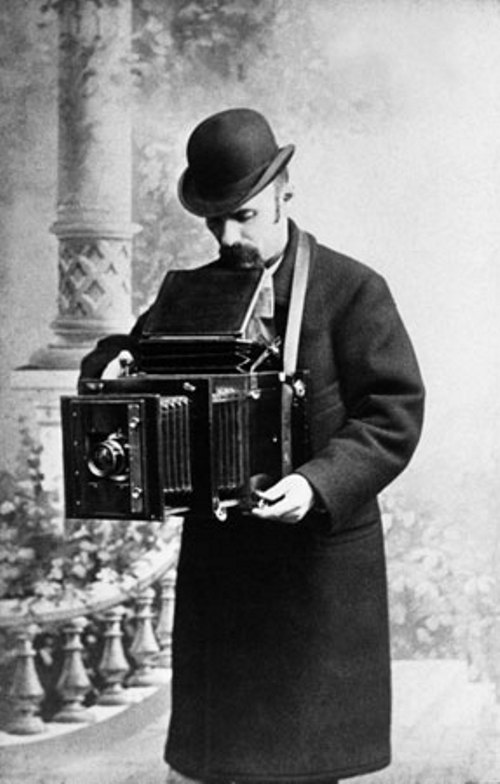
Autoretrat, abans de 1917

## Biografia
Carl Oswald Bulla va néixer a Leobschütz a Prússia (ara Głubczyce, Polònia). El seu any de naixement exacte no és clar amb algunes referències que citel 1853 i altres que citel 1855. El 1865 el nen aventurer va fugir de la seva família a Sant Petersburg, Imperi Rus. Es desconeixen els motius que van portar el nen a triar Rússia entre tots els destins possibles.
Després d'arribar a Sant Petersburg, Bulla va començar a treballar com a repartidor a l'empresa Dupant que fabricava i venia material de fotografia. Aviat les seves responsabilitats van incloure la fabricació a mà (revestiment i sensibilització) de les plaques de negatiu de vidre fotogràfic. Als vint anys Bulla va obrir una petita fàbrica que produïa plaques de gelatina de brom sec momentània. Comprar els materials fotogràfics preparats era molt més convenient que fer-los a mà i aviat les plaques de Bulla es van fer populars, venent no només a Sant Petersburg sinó a tot l'Imperi Rus. El febrer de 1876 Bulla va sol·licitar la seva naturalització i el juliol de 1876 es va convertir en súbdit de l'Imperi Rus.
El 1875 Bulla va obrir el seu primer estudi fotogràfic al carrer Sadovaya 61 i aviat es va convertir en un fotògraf de moda. Durant deu anys hi va treballar fent retrats de pavelló. Després, el 1886, va rebre el permís de la policia de Sant Petersburg que li permetia fer fotos a tot arreu. Tot i que no va abandonar la fotografia d'estudi (de fet va obrir dos estudis més: al Canal Catherine i a la Prospekt Nevski), però es va interessar més per la fotografia de la vida de la ciutat.
A finals del segle xix, la tecnologia d'impressió de diaris va permetre l'edició de fotografies. El 1894 el Departament de Correus i Telègrafs rus també va permetre l'ús de targetes postals. Tots dos esdeveniments van augmentar significativament la demanda de fotografies. El 1895 Bulla va aturar la seva producció de material fotogràfic i va dedicar tota la seva energia a la fotografia. En el seu anunci, va escriure «El fotògraf-il·lustrador més antic Karl Bulla fotografia per a les revistes il·lustrades qualsevol cosa i qualsevol lloc sense límits del paisatge o de l'edifici, interior o exterior de dia o de nit a la llum artificial».
De fet, va fotografiar tot i qualsevol cosa: la vida de la família Tsar i les assemblees d’intel·lectuals antigovernamentals, estrelles d'escena i treballadors manuals, palaus i albergs per a persones sense llar, fins i tot exòtics com les festes gais. Bulla va formar part del consell editorial de moltes revistes, inclosa la popular Niva. A la dècada del 1910, els ingressos anuals de l'empresa Bulla and Sons van arribar als dos-cents cinquanta mil rubles.
El 1916 Bulla va passar la direcció de l'empresa Bulla and sons als seus fills Alexander i Viktor i es va traslladar a l'illa d'Ösel (actualment Saaremaa, Estònia). Allà va viure una vida tranquil·la, fotografiant el material etnogràfic local i ensenyant als nois estonians els conceptes bàsics de la fotografia fins a la seva mort el 1929.

## Fills

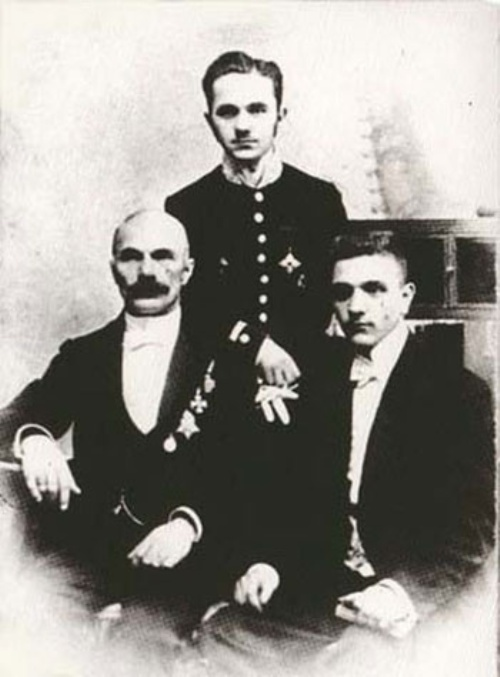
Karl Bulla i els seus fills, 1910

Després de la jubilació de Karl Bulla, la seva empresa va ser dirigida pels seus fills, Alexander i Viktor. Viktor Bulla va ser un fotoreporter notable per dret propi. Va ser l'autor d'una sèrie sobre la guerra russo-japonesa i la Primera Guerra Mundial. En aquella època, abans de la invenció del teleobjectiu, la fotografia era una missió molt difícil i perillosa.
Més tard Viktor Bulla va fer fotografies de la Revolució d’Octubre i la Guerra Civil Russa. Va ser nomenat fotògraf en cap del Soviet de Leningrad. Va fer moltes fotografies de Vladimir Lenin i d'altres bolxevics. El 1938 durant la Gran Purga va ser detingut, acusat de ser espia alemany i afusellat.
La vida d'Andrey Bulla també va acabar tràgicament. Va ser arrestat a principis de la dècada del 1930 i enviat als camps de treball del Mar Blanc i Canal Bàltic. Va tornar després de cinc anys i aviat va morir.

## Arxiu
El 1935, el fill de Karl, Viktor Bulla va donar a l’Arxiu Estatal del Districte de Leningrad 132.683 negatius de les fotografies de Bulla. L'arxiu va créixer i ara consta de més de 200.000 negatius d'obres de Karl Bulla i els seus fills. Totes les fotografies de l'arxiu són de domini públic i són una font preferida d'il·lustracions de la vida a Sant Petersburg.
L'any 2003 hi va haver una gran exposició de gravats de Bulla celebrant els 300 anys de Sant Petersburg i el 150è aniversari de Karl Bulla (per la versió de 1853). La gent de Sant Petersburg va posar una escultura de bronze de Karl Bulla al carrer Malaya Sadovaya prop de l'antic estudi de Karl Bulla. L'escultura mostra un fotògraf amb una càmera antiga i un paraigua fotografiant un bulldog.

## Obres seleccionades

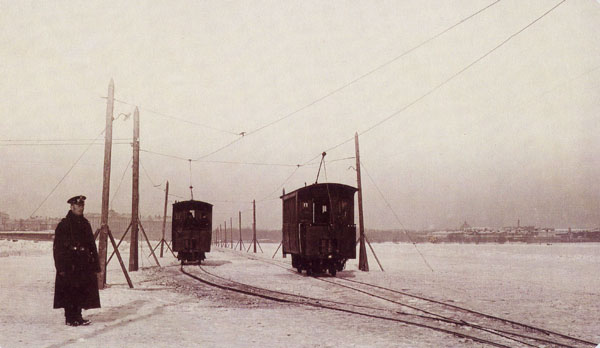
Tramvies al riu Neva gelat
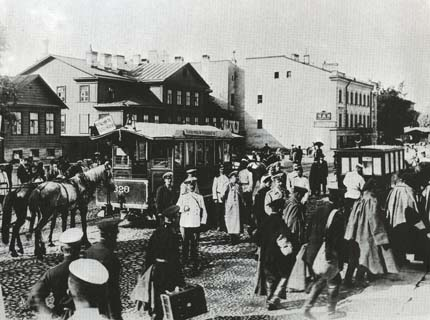
Escena de carrer
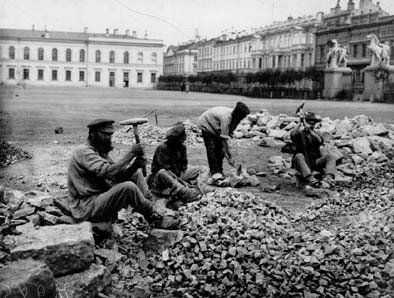
Canterers, 1900
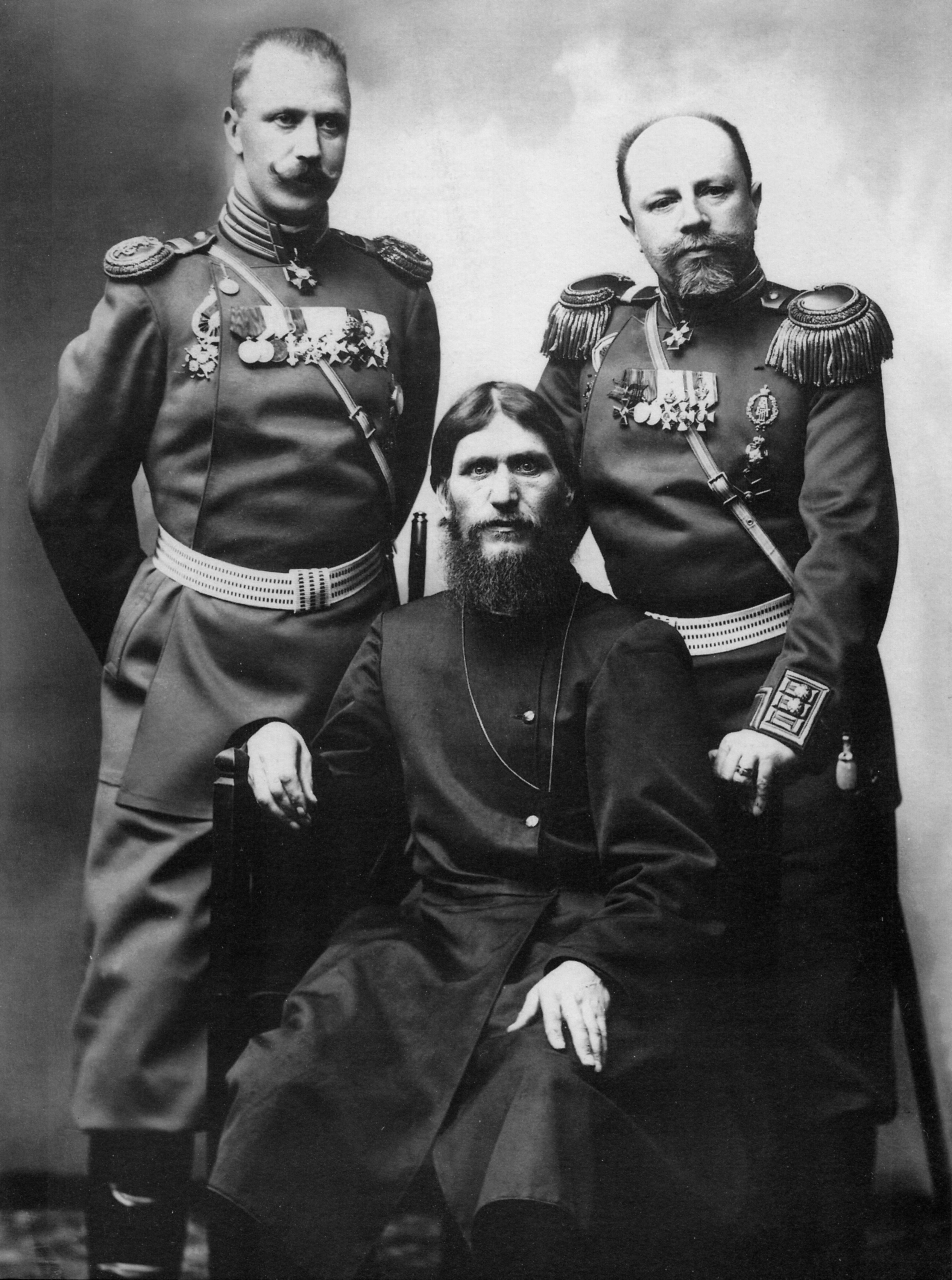
Grigory Rasputin, major-general Putyatin i coronel Lotman, 1904
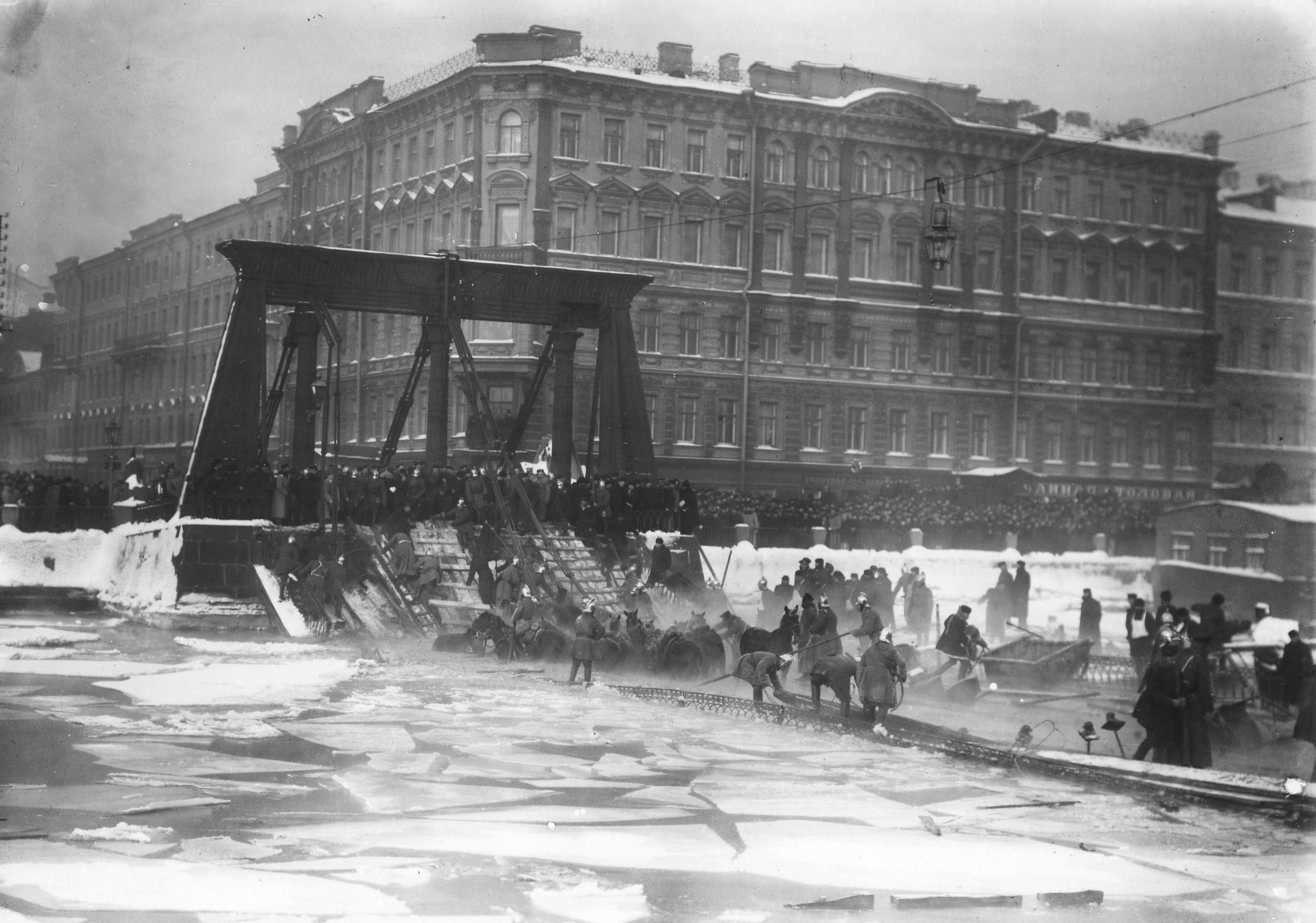
Col·lapse del pont egipci
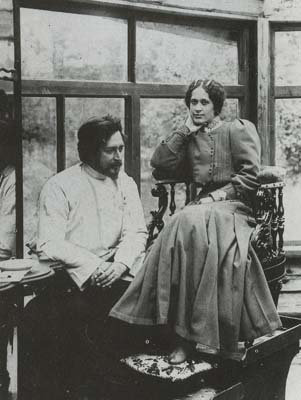
Leonid Andreyev i la seva dona, Anna
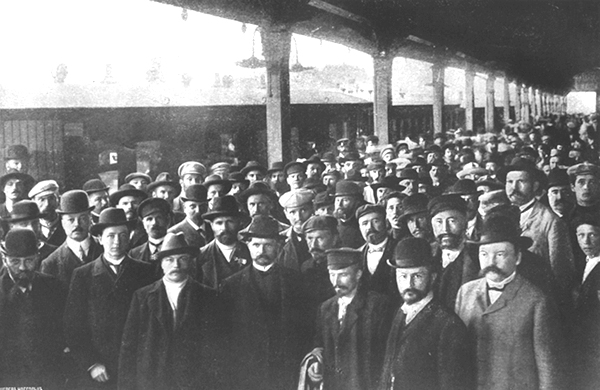
Els diputats de la dissolta Duma de l'Estat arriben a Vyborg per signar un Manifest antigovernamental de Vyborg, 1906
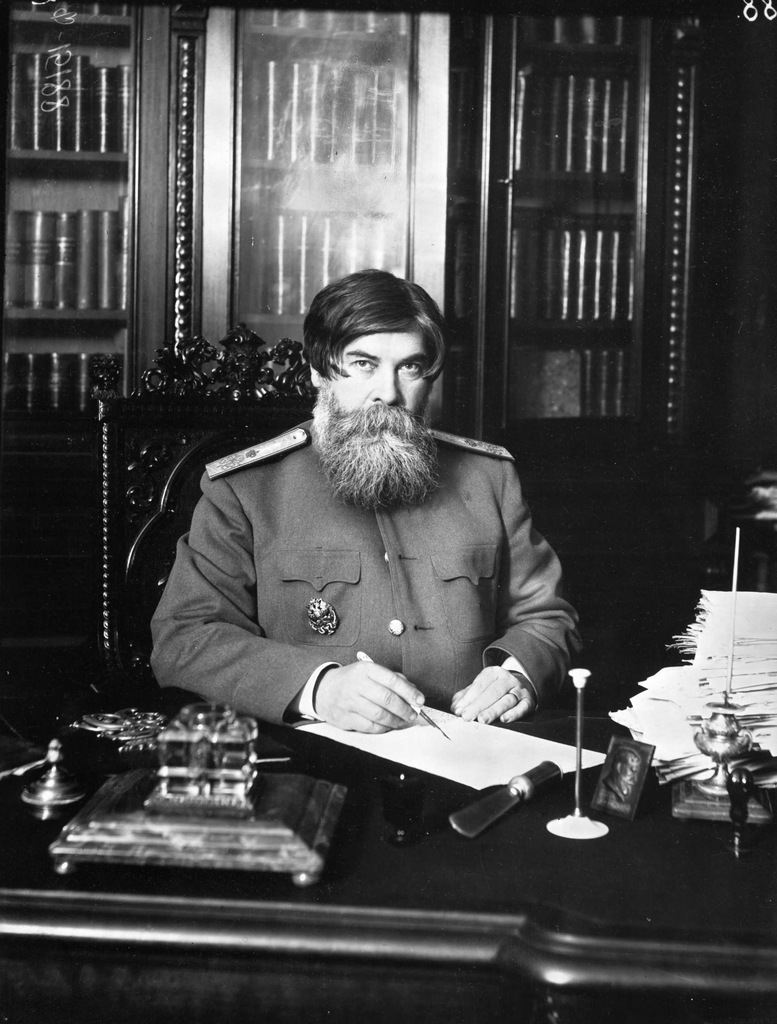
Vladimir Bekhterev
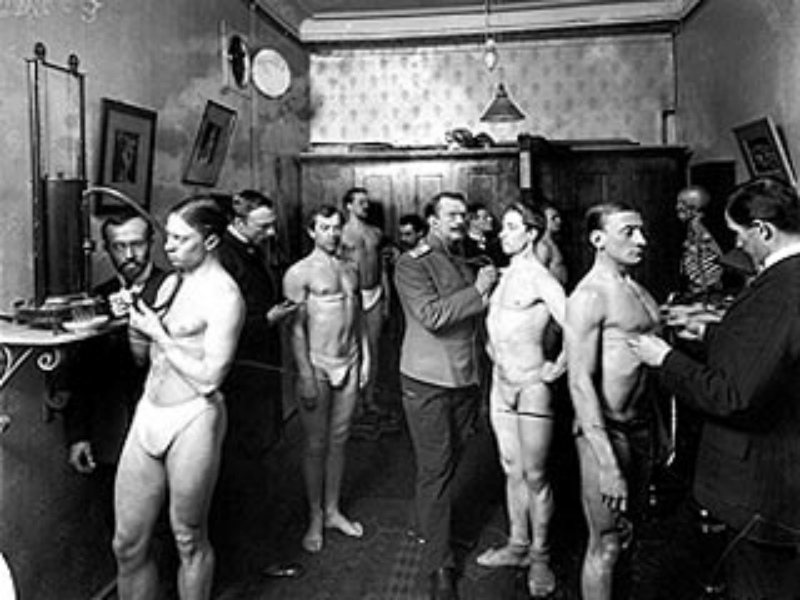
1900
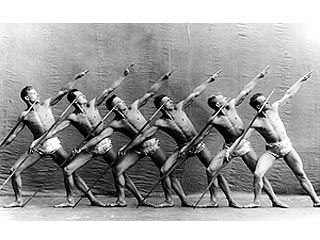
1900
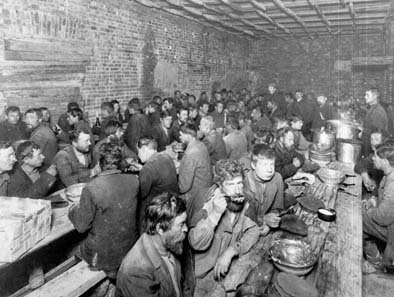
Refugi per a persones sense llar, 1910
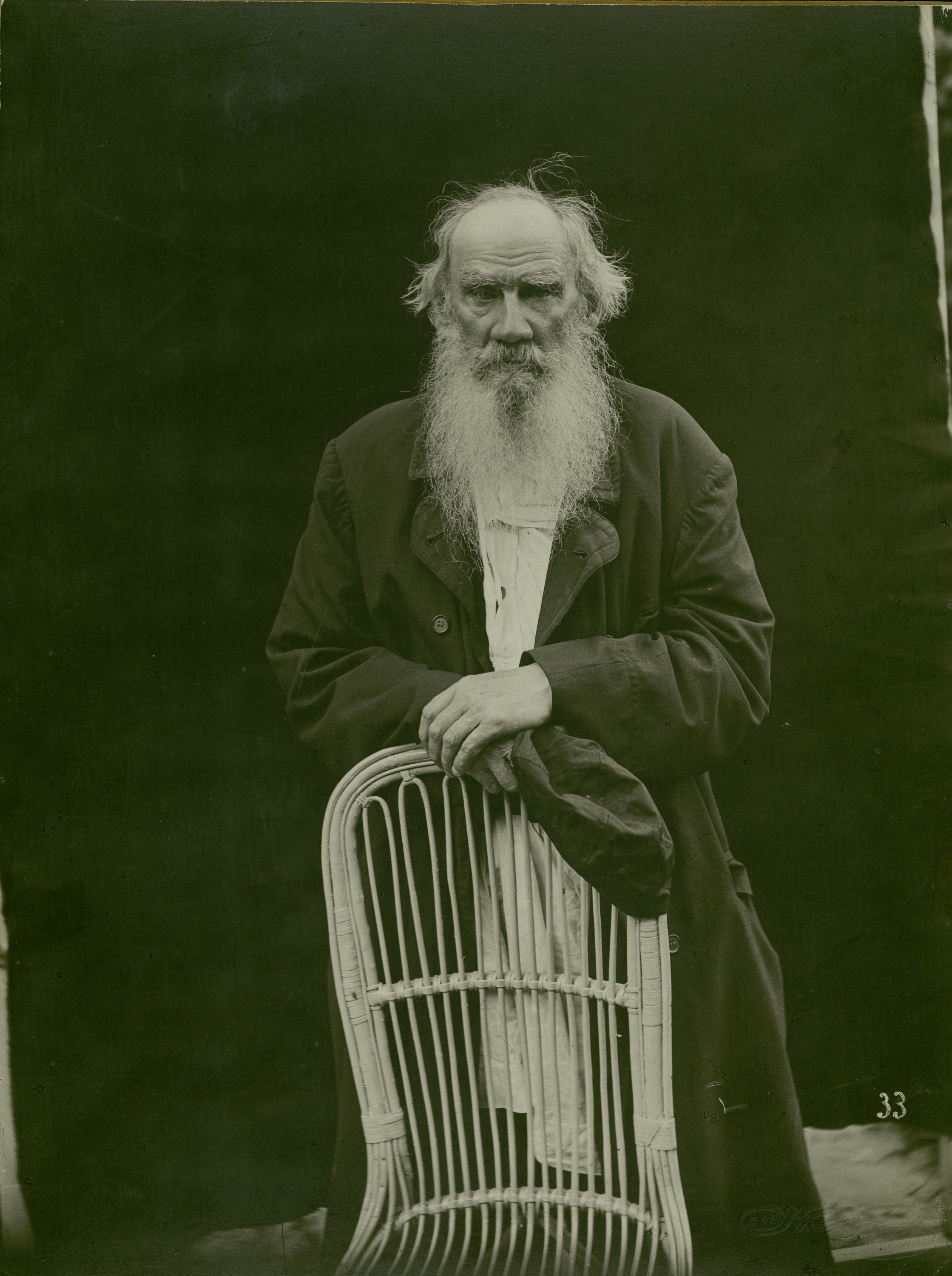
Leo Tolstoi
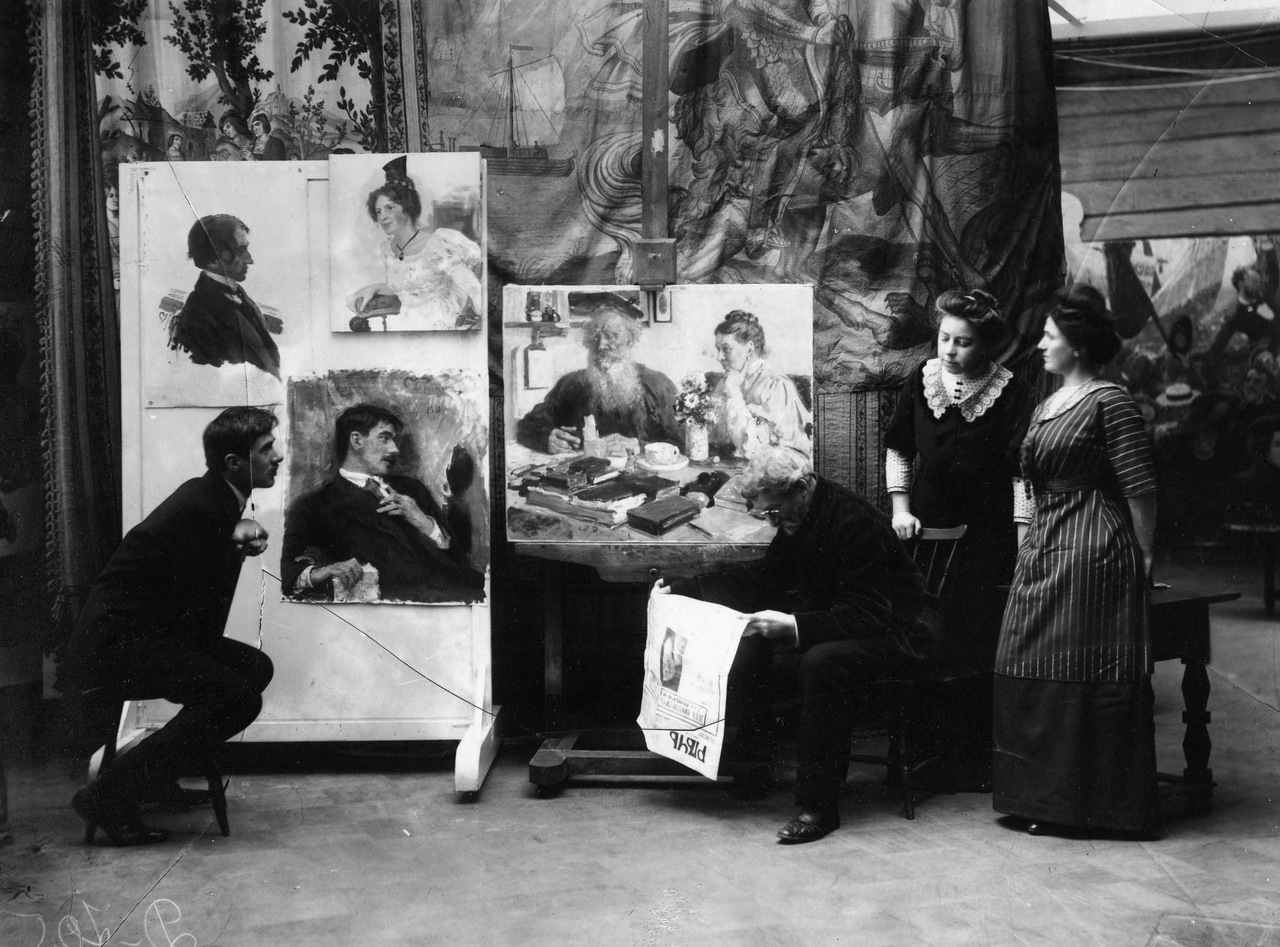
Ilya Yefimovich Repin llegeix l'anunci de la mort de Lev Tolstoi. Presenten Korney Chukovsky i Nordman-Severova (dona de Repin).
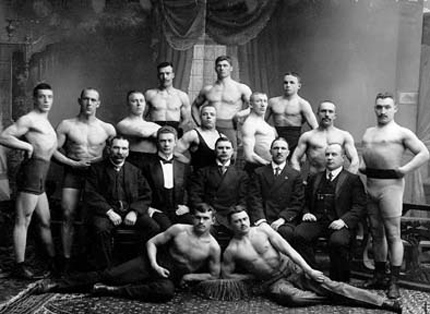
Inauguració del club Hèrcules, 1912
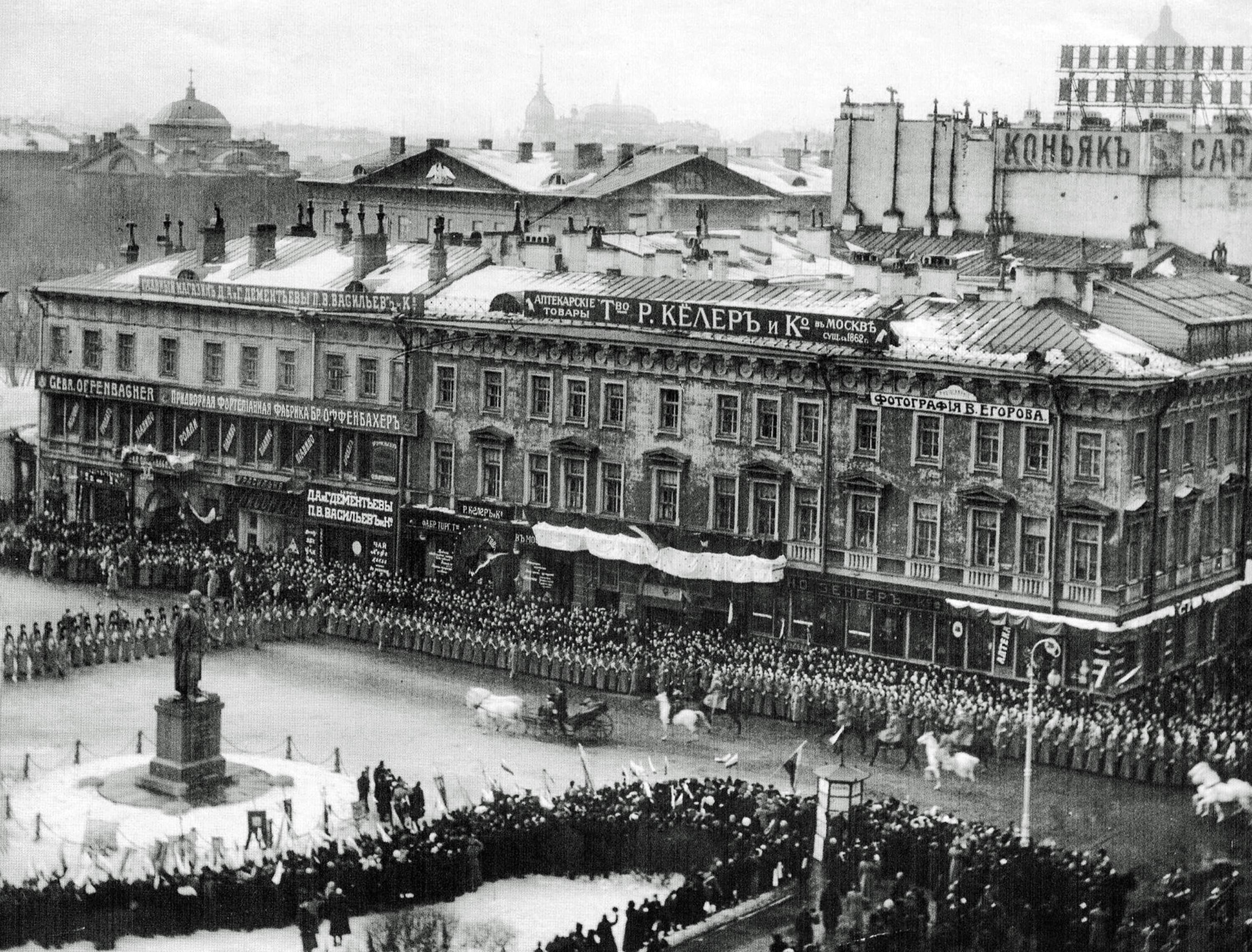
Casa de la Catedral de Kazan. Nevsky Prospect, 25. Celebració del 300è aniversari de la dinastia Romanov. 1913
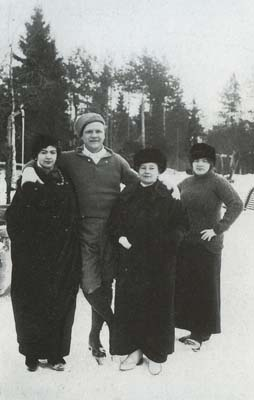
Feodor Chaliapin i els seus amics patinant sobre gel, 1914
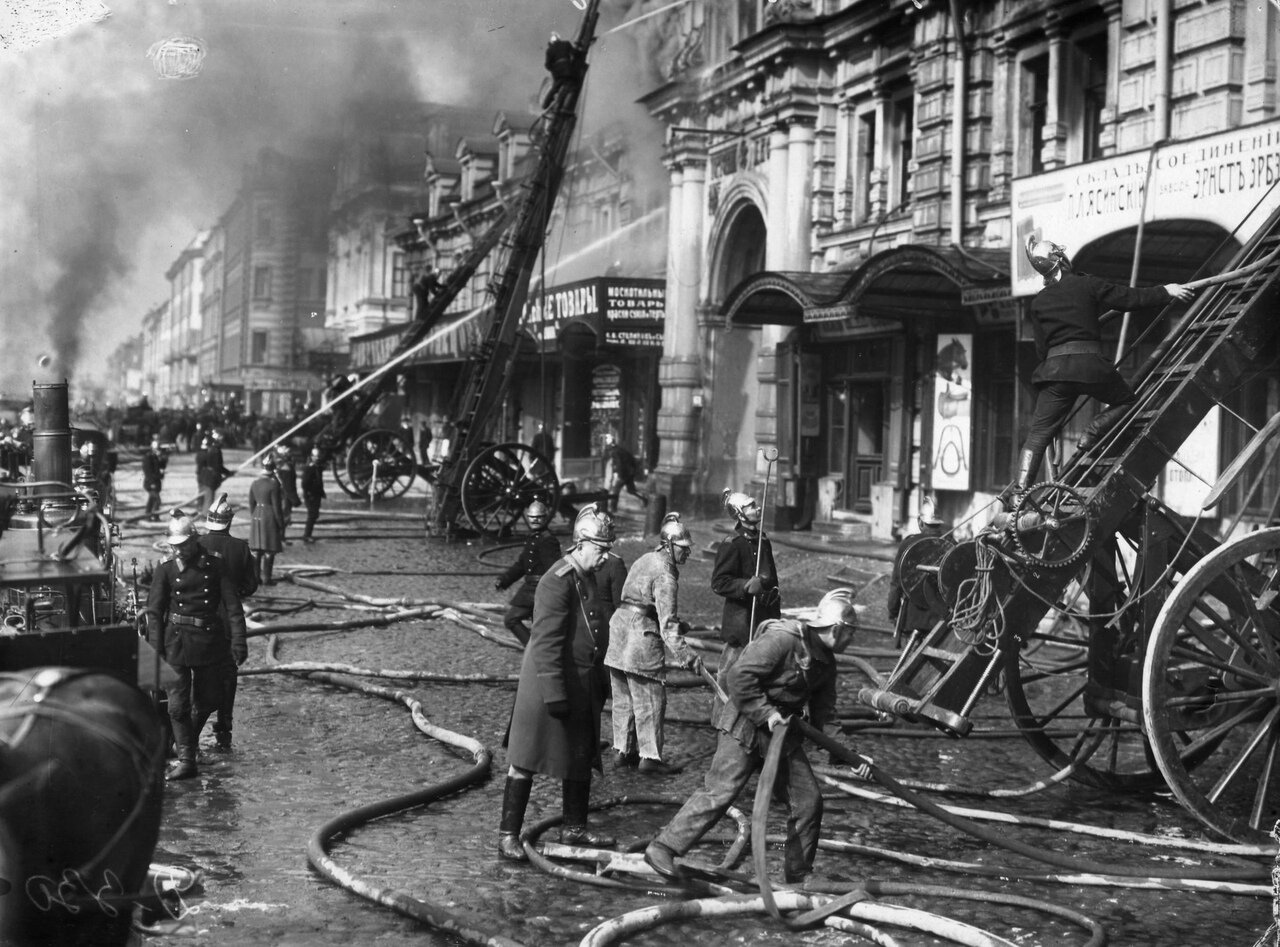
Apraksin Dvor en flames, juliol de 1914
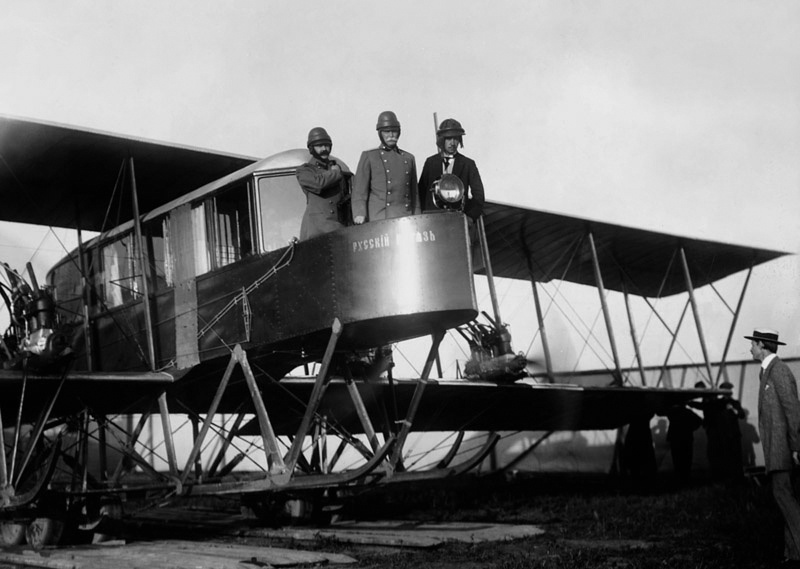
Igor Sikorsky, Genner i Kaulbars a bord de l'avió Russian Vityaz, 1915
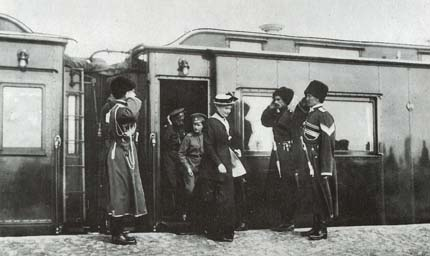
Nicolau II, el tsarevitx Alexei i Alexandra Fiódorvna arriben a Stavka, maig de 1916